# Parientes
Parientes är en ort i Mexiko.   Den ligger i kommunen Linares och delstaten Nuevo León, i den centrala delen av landet, 600 km norr om huvudstaden Mexico City. Parientes ligger 469 meter över havet och antalet invånare är 114.
Terrängen runt Parientes är lite kuperad, och sluttar brant österut. Runt Parientes är det ganska glesbefolkat, med 50 invånare per kvadratkilometer. Närmaste större samhälle är Hualahuises, 11,0 km sydost om Parientes. I omgivningarna runt Parientes växer huvudsakligen savannskog.